# Lophosia aenescens
Lophosia aenescens là một loài ruồi trong họ Tachinidae.